# Kirche und Kloster San Esteban

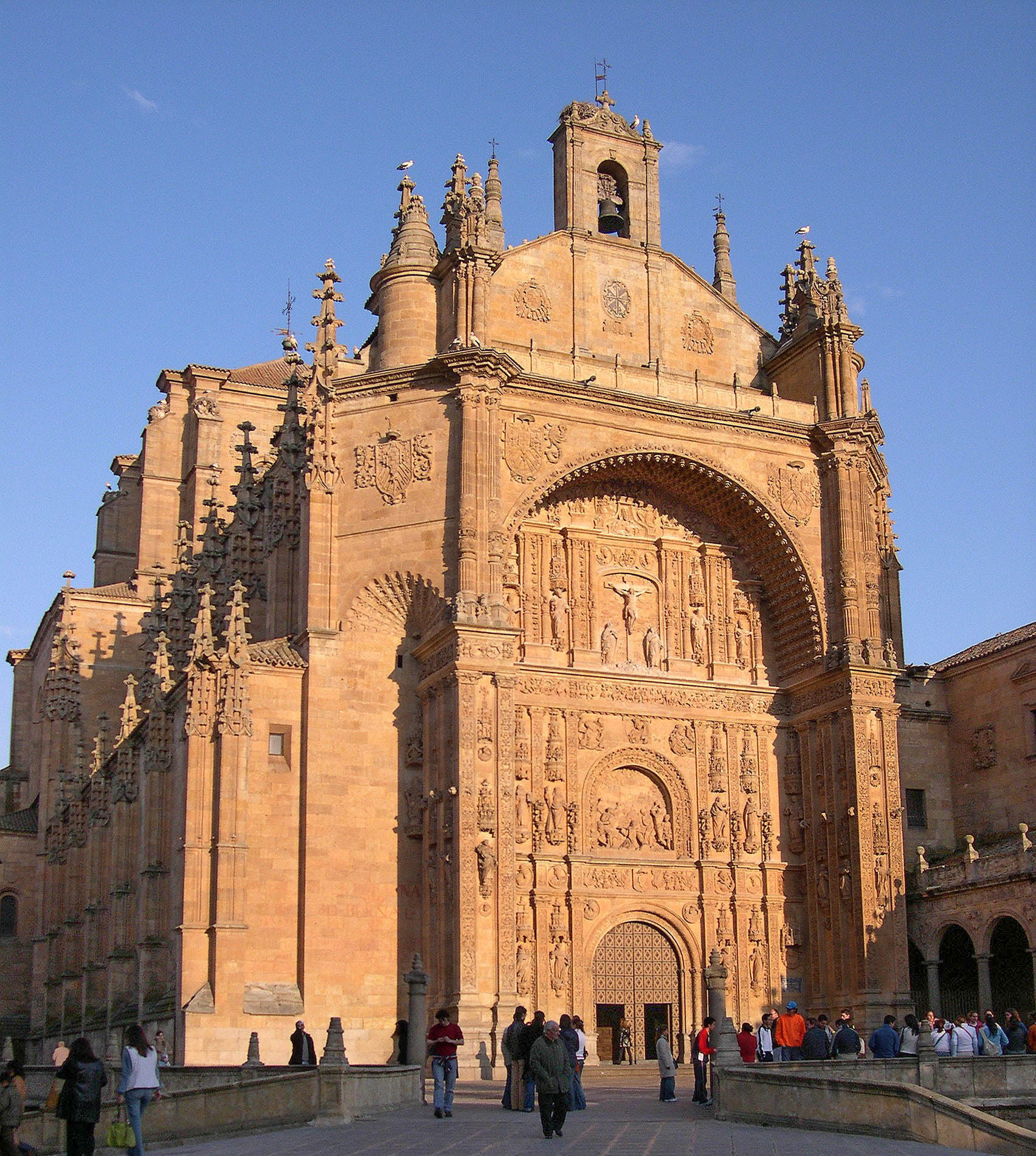
Vorderseite der Kirche

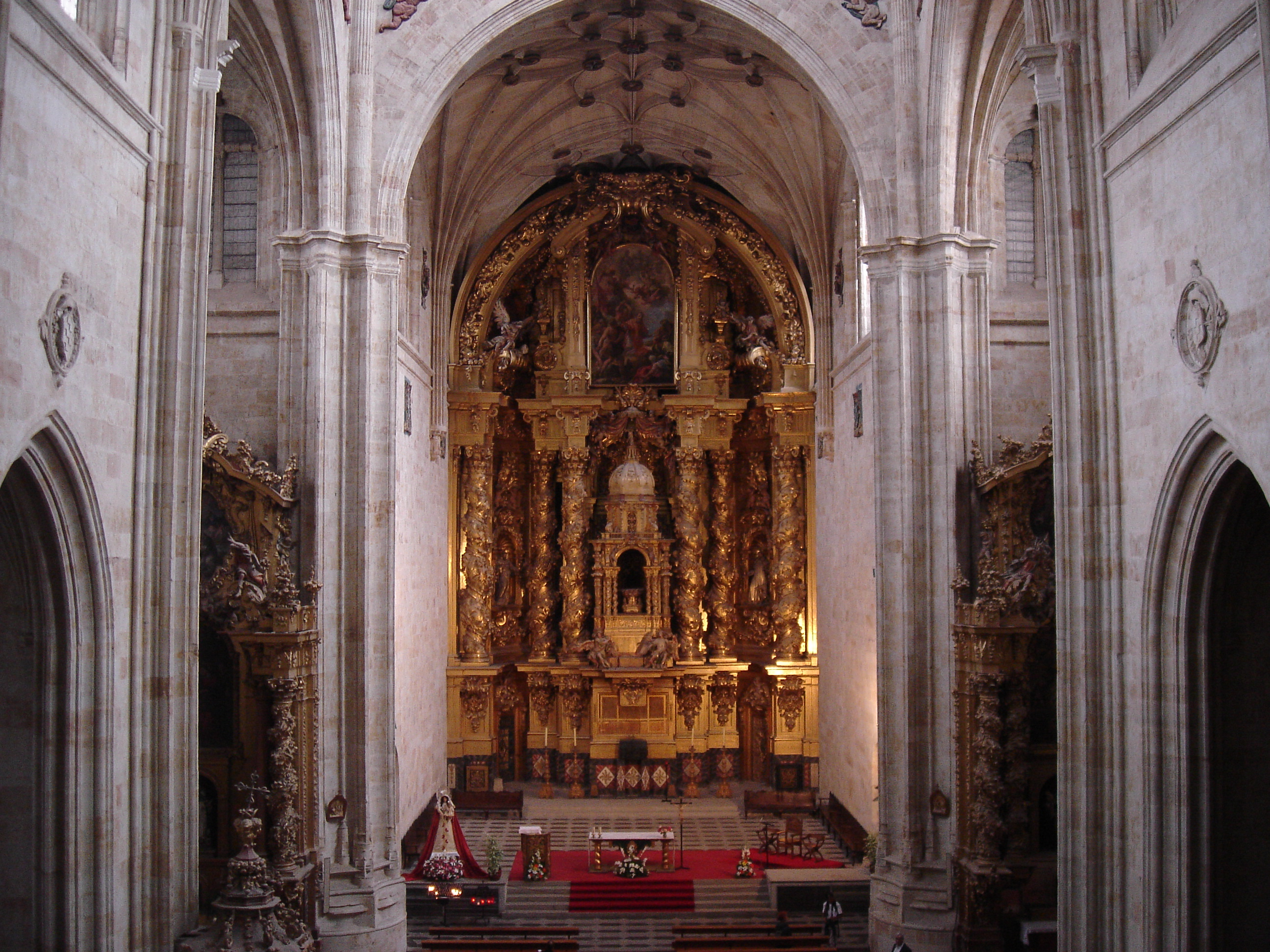
Retabel und Altar

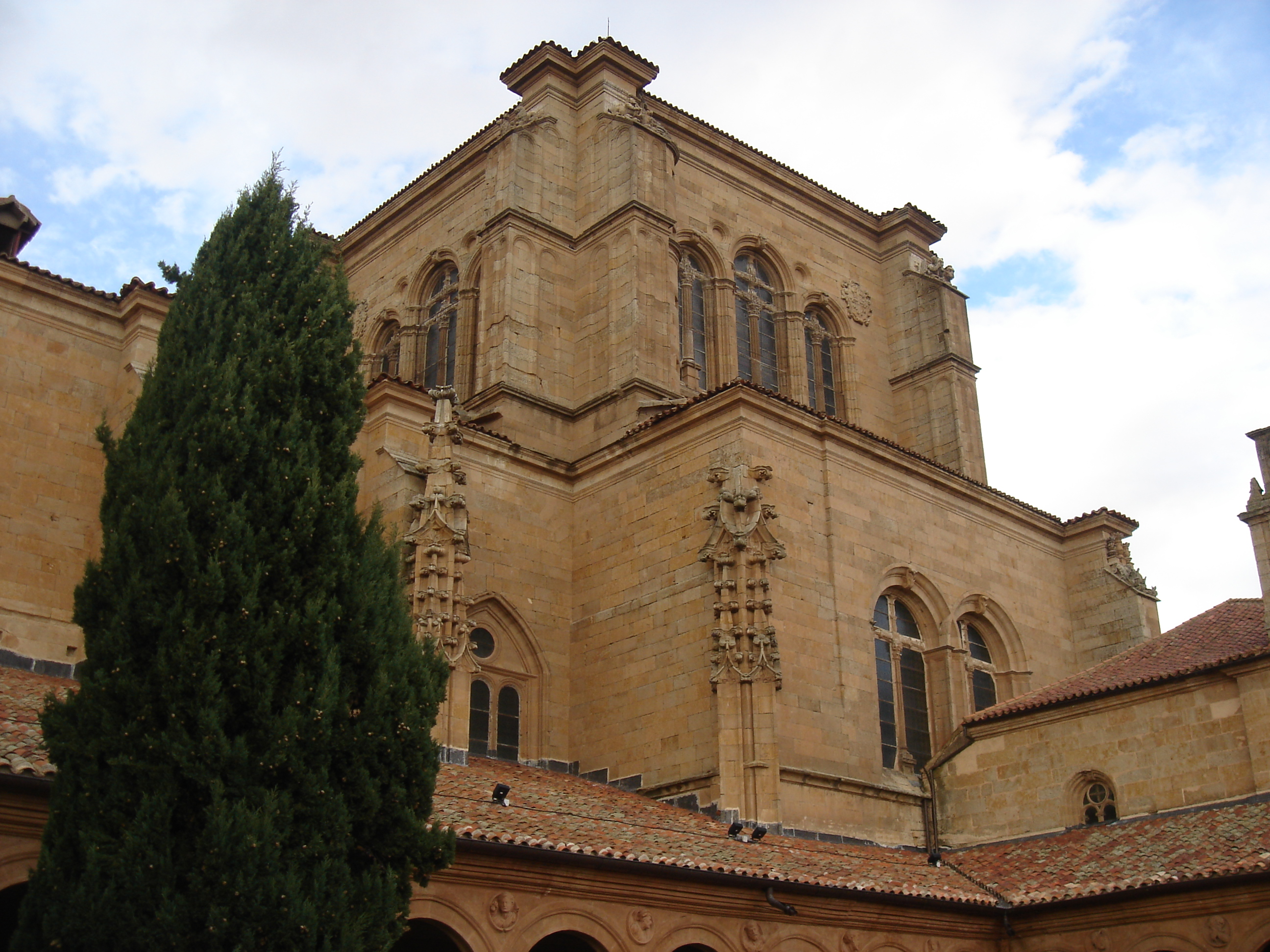
Der Kreuzgang

Das Kloster San Esteban mit angrenzender Kirche in der Altstadt von Salamanca (Spanien) gehört zum Dominikanerorden. Besonders bekannt ist die Kirche für das 30 Meter hohe und 14 Meter breite goldene Retabel des Hauptaltars und die reichlich verzierte Fassade.

## Geschichte
Ein Dominikanerkonvent gab es in Salamanca seit etwa 1255, doch wurde das erste Gebäude 1524 abgerissen, um die Pfarrkirche San Esteban auf Initiative von Kardinal Juan Álvarez de Toledo zu bauen. Der Kreuzgang der Könige wurde 1544 fertiggestellt, der zehnbogige, toskanisch beeinflusste Säulengang des Klosters 1599 vollendet. Obwohl mit der Fassade der Kirche der Bau begonnen wurde, wurde diese erst 1610 fertiggestellt. Das Kloster galt lange Zeit als Hauptstätte des Dominikanerordens. Sie gründeten hier die Schule von Salamanca, der Francisco de Vitoria vorstand. 
1627 wurde ein neuer Kapitelsaal erbaut, welcher bis 1835 als solcher genutzt wurde. Der alte Kapitelsaal aus dem 15. Jahrhundert wurde bis 1634 als solcher benutzt und dann in das Pantheon der Theologen umgewandelt. 
Acht Jahre später (1635) wurde die Sakristei fertiggestellt. Das Retabel der Kirche wurde ein Jahr nach der Darstellung des Martyriums des heiligen Stephans von Claudio Coello 1693 vollendet.
Nach der Tradition hat hier im älteren Kloster Christoph Kolumbus mit den Geografen der Universität Salamanca über seine Idee des Westweges nach Indien disputiert.

## Architektur

### Kirche
Der Architekt Juan de Álava entwarf die Pläne für die Kirche von San Esteban. Weitere Baumeister waren Martin de Santiago, Rodrigo Gil de Hontañón, Juan Ribero Rada and Pedro Gutiérrez. Die Kirche ist in der Form eines lateinischen Kreuzes gebaut und besitzt nur ein einziges Kirchenschiff. Sie ist 84 Meter lang und 15,5 Meter breit. Die Höhe im Kirchenschiff beträgt 27 Meter, in der Kuppel bis zu 44 Meter. Das dreigeteilte, goldene Retabel im Barockstil des Hauptaltars ist von José de Churriguera. Viele Säulen und unzählige Blatt- und Traubenornamente verzieren das Retabel. Das Gesamtkomplex ist verziert mit einer 1692 gefertigten, 14 Meter breiten und 30 Meter hohen Darstellung des heiligen Stephans von Claudio Coello. Der Chor befindet sich auf einer Konstruktion am anderen Ende des Kirchenschiffes. Diese Chorebene ist in ca. 10 Meter Höhe über dem Boden, getragen von einem Flachbogen mit einer Steinbalustrade, direkt neben der Orgel. Der Chor saß in Stühlen, ein Werk von Alfonso Barbas und konnte aus großen Büchern lesen, von welchen bis zu drei in der Mitte der Bänke aufgestellt werden konnten. In diesem Teil der Kirche befindet sich auch ein Fresko, welches den Triumph der Kirche dank der Dominikaner darstellt. Der Gesamtbau gilt als Beispiel für den Plateresken Stil. 

### Kloster
Das Kloster besitzt direkt hinter dem Eingang einen zehnbogigen Säulengang. Darüber befindet sich die Bibliothek. Der daran grenzende Kreuzgang wurde vom Architekten Martin de Santiago geplant. Der Innenteil ist gotisch, der äußere plateresk erbaut und verziert.

## Pantheon der Theologen
Der an den Kreuzgang angrenzende Kapitelsaal ist seit 1634 als Pantheon der Theologen Ruhestätte für berühmte Theologen der Universität Salamanca. Hier liegen neben anderen begraben: Francisco de Vitoria, Domingo de Soto, Bartolomé de Medina, Mancio de Corpus Christi und im XX. Jh. Santiago Maria Ramirez.

## Escalera de Soto

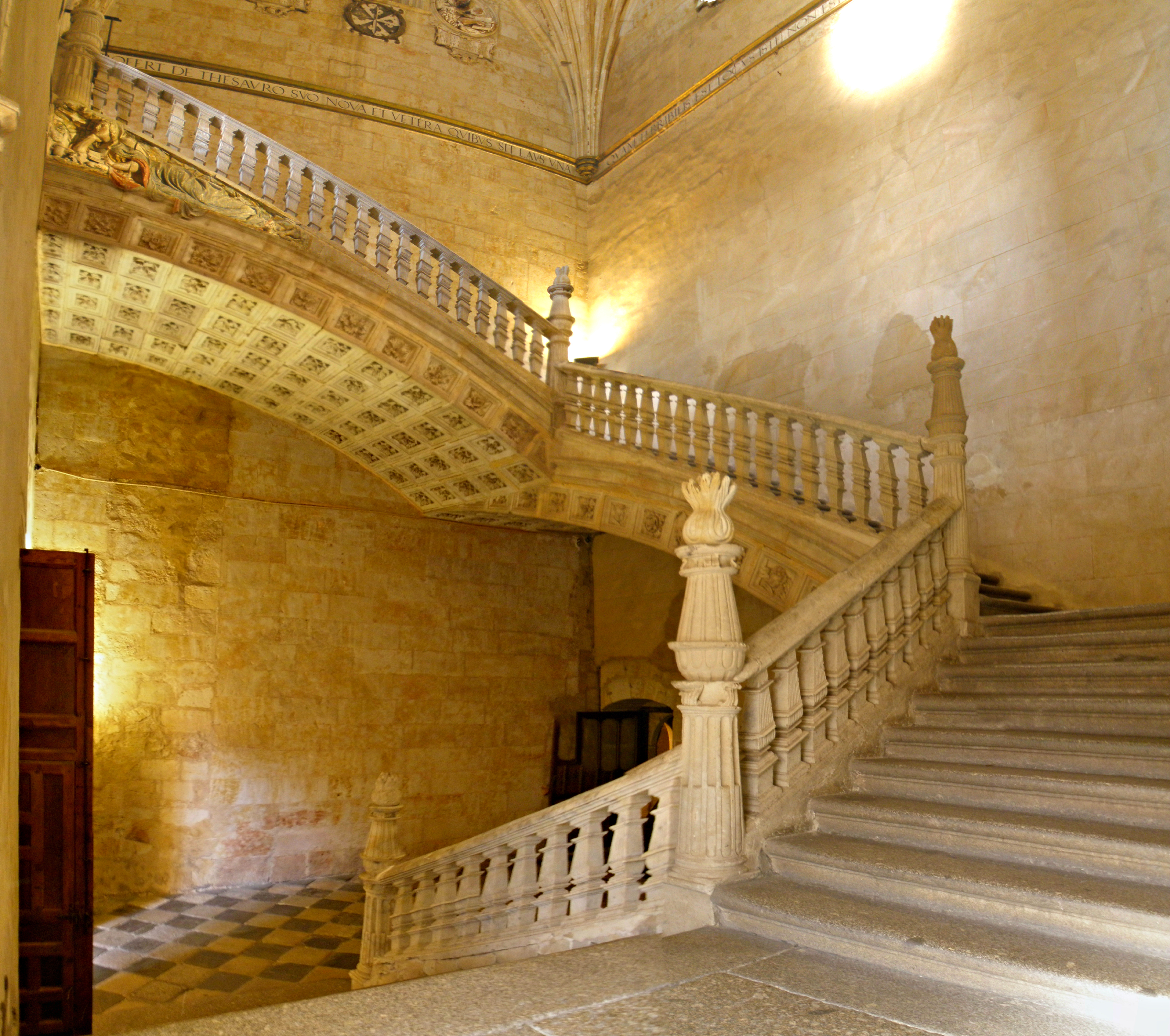
Die nach Domingo de Soto benannte Escalera de Soto, erbaut zwischen 1553 und 1556

Die Treppe des Domingo de Soto wurde zwischen 1553 und 1556 erbaut, als der Namensgeber Prior des Klosters war. Sein Leitspruch aus dem Konzil von Trient Fides viva ziert ein Basrelief an der Mauer der Treppe. Der Architekt war Rodrigo Gil de Hontañón  oder Martin de Santiago . Ein mehrfarbig gefasstes Relief der Maria Magdalena befindet sich am oberen Teil der Treppe.

## Tourismus
Kloster und Kirche können gegen Eintritt besichtigt werden.